# Доктор Кен
«До́ктор Кен» (англ. Dr. Ken) — американский ситком, созданные, написанный и соспродюсированный исполнителем главной роли Кеном Джонгом. Шоу основано на его личном опыте работы доктором, до того как стать стендап-комедиантом. ABC Studios и Sony Pictures Television заказали сериал 7 мая 2015 года, а премьера состоялась 2 октября того же года на ABC. 20 октября 2015 года телеканал заказал полный сезон из 22-х эпизодов. 12 мая 2016 года сериал был продлён на второй сезон, который стартовал 23 сентября 2016.
11 мая 2017 ABC закрыл сериал после двух сезонов.

## Сюжет
Сериал повествует о повседневной жизни гениального врача, который пытается найти баланс между своей карьерой и семейной жизнью, что может быть весьма нелегко, когда жена — тоже врач.

## В ролях

### Основной состав
- Кен Джонг — доктор Кендрик (Кен) Пак, самовлюблённый и немного безумный врач в больнице «Веллтопия».
- Сьюзи Накамура[англ.] — доктор Эллисон Пак (урожд. Курамата), интеллигентная жена Кена, психотерапевт.
- Тиша Кэмпбелл — Дэмона Уоткинс, нахальная и крикливая офис-менеджер «Веллтопии».
- Джонатан Славин[англ.] — Кларк Лесли Биверс, медбрат регистратуры «Веллтопии».
- Альберт Цай — Дэйв Пак, десятилетний сын Кена и Эллисон, которого в семье считают немного странным.
- Криста Мари Ю — Молли Пак, шестнадцатилетняя дочь Кена и Эллисон, типичная американская девочка-подросток.
- Кейт Симсес — доктор Джули Доббс, неуверенная в себе врач, протеже Кена.
- Дана Ли — Ди Кей Пак, суровый отец Кена.
- Дэйв Фоли — Пэт Хейн, босс Кена и менеджер «Веллтопии».

### Второстепенный состав
- Маркис Рэй — Хуан-Хулио, парковщик в «Веллтопии».
- Алексис Ли — Инсук Пак, мать Кена и бывшая жена Ди Кея.
- Стивен Гуарино — Коннор, партнёр Кларка.
- Джерри Минор — парень Дэмоны.
- Джастин Чон — Джей, парень Молли.
- Зои Джонг — Эмили, девушка Дэйва.

## Отзывы критиков
12 мая 2015 телекритик Бен Треверс и телередактор Лиз Шеннон Миллер отрицательно оценили концепцию «Доктора Кена». 5 августа 2015 года редактор и критик ТВ Марк Берман дал шоу очень низкие шансы на выживание.
4 августа 2015 года Грег Бракстон в статье Los Angeles Times сказал, что «во время пресс-тура Ассоциации телевизионных критиков один из журналистов сравнил „Доктора Кена“ с „Американской девушкой“ с Маргарет Чо, однако Кен Джонг защитил своё шоу, сказав, что у него будет больше творческого контроля в качестве сценариста и продюсера „Доктора Кена“».